# Euthalia primaria
Euthalia primaria är en fjärilsart som beskrevs av Thomas Horsfield 1829. Euthalia primaria ingår i släktet Euthalia och familjen praktfjärilar. Inga underarter finns listade i Catalogue of Life.